# Piraputanga
Piraputanga (Brycon hilarii = Brycon microlepsis) é um peixe da família Characidae. Seu nome provém da língua tupi, significando peixe avermelhado, pardacento (pirá, peixe, pytang, avermelhado, pardo, acinzentado).
Vive em cardumes e se alimenta principalmente de matéria vegetal (frutos, flores e sementes) e, mais raramente, de pequenos animais (crustáceos, peixes e insetos). Muito encontrado na cidade de Bonito em Mato Grosso do Sul, Brasil, e outros rios da bacia do rio Paraguai.
No Mato Grosso, onde é popularmente chamada de pêra, a Piraputanga é muito apreciada na culinária pois sua carne é saborosa e, quando cozida possui uma coloração avermelhada, o que faz algumas pessoas acreditarem que durante o preparo o extrato de tomate foi utilizado como tempero.
A “piraputanga” é peixe de pesca difícil, e criação ainda impossível, ameaçado de extinção pelos muitos fatores de degradação dos rios limpíssimos que habitam, especialmente agricultura predatória, pecuária química, desmatamento, poluição e mineração.
Essa espécie não é recurso alimentar significativo para o homem, mas indicador precioso do estado de conservação dos cursos-d’água da bacia do Rio Paraguai.